# Audimat (revue)
Audimat est une revue musicale critique et théorique semestrielle éditée par le festival Les Siestes électroniques et consacrée à l'histoire de la pop music, tous genres confondus,.
Intégralement centrée sur le texte, journalistes, écrivains et universitaires français et anglo-saxons en signent les articles, également caractérisés par l'absence d'illustrations.
En 2020, Audimat devient une maison d'édition avec la traduction de l'essai Le Choc du glam, du critique anglais Simon Reynolds.
La revue Audimat a lancé un quotidien de recommandation sur le web : Musique Journal. Il paraît trois à quatre fois par semaine au format numérique. 

## Ligne éditoriale
Le projet de la revue est une écriture sur la musique libérée des contraintes d‘actualité et des formats de la presse périodique. Audimat veut rendre compte de la situation actuelle de la pop music, et l‘éclairer par son histoire. Il s’agit de recenser ce qui se passe, d‘aller s‘entretenir avec la musique et son évolution, de se plonger méthodiquement dans l‘expérience musicale, et dans ce qu‘elle implique sur le plan des médiations, de l’imaginaire, de la société, de la pensée, de l’affectivité.

## Diffusion
En 2018, Audimat s'est alliée à Volume ! la revue des musiques populaires : les deux titres proposent un abonnement annuel (papier) couplé. La revue est depuis fin 2019 disponible sur le portail Cairn.info en accès restreint.

## Parutions
A l'occasion du 20ème numéro de la revue Audimat, un best-of de 736 pages est paru le 3 novembre 2023.
Autres parutions chez Audimat Editions : 
- L'enfer sur terre. Une décennie de rap-fiction de Mohamed Magassa & Nicolas Pellion (2024)
- Crypto Forever de Sally Olds
- Guerre sonore de Steve Goodman (Kode9)
- Sensibles : une histoire du R&B français de Rhoda Tchokokam
- Sexe et liberté de Ellen Willis (inédit)
- Désirs Postcapitalistes de Mark Fisher
- Hardcore de Simon Reynolds (inédit)
- Chill - Collectif
- Trap - Collectif
- Art Sexe Musique de Cosey Fanny Tutti (Art Sex Music - Faber & Faber - 2017)
- Le choc du glam de Simon Reynolds (Stock & Awe - Faber & Faber - 2016)